# Pavel Birjukov (attore)
Pavel Birjukov (XIX secolo – XX secolo) è stato un attore russo.

## Filmografia parziale

### Attore
- Un matrimonio russo nel XVI secolo (1909)
- L'idiota (1910)
- Vadim (1910)
- La dama di picche (1910)
- Oborona Sevastopolja (1911)
- Na bojkom meste (1911)
- Žizn' v smerti (1914)